# 余康
余康（1440年—？），字時清，福建興化府□□□人，明朝政治人物。進士出身。

## 生平
福建鄉試第四十七名。成化二年（1466年）丙戌科會試第九十九名，殿試登進士第三甲第一百三十六名。

## 家族
曾祖余寧甫。祖父余彥誠。父亲余惠珍。